# Nuevo Santa Fe
Nuevo Santa Fe är en ort i Mexiko.   Den ligger i kommunen Ocozocoautla de Espinosa och delstaten Chiapas, i den sydöstra delen av landet, 600 km öster om huvudstaden Mexico City. Nuevo Santa Fe ligger 550 meter över havet och antalet invånare är 156. Den ligger vid sjön Presa Nezahualcoyotl.
Terrängen runt Nuevo Santa Fe är kuperad söderut, men norrut är den platt. Runt Nuevo Santa Fe är det ganska glesbefolkat, med 40 invånare per kvadratkilometer. Närmaste större samhälle är Raudales Malpaso, 12,0 km nordväst om Nuevo Santa Fe. I omgivningarna runt Nuevo Santa Fe växer huvudsakligen savannskog.